# Agneta Andersson
Agneta Monica Andersson (Karlskoga, 1961. április 25. – Karlskoga, 2023. október 8.) olimpiai- és világbajnok svéd kajakozó.
Pályafutása alatt hét olimpiai érmet szerzett, amelyek közül három arany volt. Ezek az eredmények hosszú időn keresztül Svédország minden idők legsikeresebb női olimpikonjává tették. 

## Fordítás
- Ez a szócikk részben vagy egészben  az   Agneta Andersson című svéd Wikipédia-szócikk fordításán alapul.  Az eredeti cikk szerkesztőit annak laptörténete sorolja fel. Ez a jelzés csupán a megfogalmazás eredetét és a szerzői jogokat jelzi, nem szolgál a cikkben szereplő információk forrásmegjelöléseként.